# 西カバンゴ州
西カバンゴ州（Kavango West）は、ナミビアの州の一つ。州都はンクレンクル（Nkurenkuru）。2013年8月8日にカバンゴ州を東西分割してできた西部地域を管轄する。
カラハリ砂漠周辺にあるので州全域が乾燥しており、州内を流れるオカヴァンゴ川沿岸部に人口が集中し、それ以外では非常にまばらである。

## 歴代州知事
2014年4月に州知事選挙がおこなわれ、シルッカ・アウシク氏が当選した。
1. サミュエル・ムバンボ（en:Samuel Mbambo）：カバンゴ州出身で、2013年4月にカバンゴ州知事に就任。8月の東西分割後も双方の州知事を兼任していた。現在は東カバンゴ州の知事。
2. シルッカ・アウシク（Sirkka Ausiku）：2014年4月より州知事に就任。

## 参考統計
これらの統計は、ナミビア統計庁（de:Namibia Statistics Agency）が制作した。
- 2011年ナミビア国勢調査・カバンゴ州
- 2011年ナミビア国勢調査・西カバンゴ